# طارس
طارس (بالفارسية: طارس) هي قرية تقع في قسم شهر أباد الريفي في إيران. يقدر عدد سكانها بـ 298 نسمة بحسب إحصاء 2016.